# Piatra (Orhei)
Piatra è un comune della Moldavia situato nel distretto di Orhei di 2.513 abitanti al censimento del 2004

## Località
Il comune è formato dall'insieme delle seguenti località (popolazione 2004):
- Piatra (1.379 abitanti)
- Jeloboc (1.134 abitanti)